# Фу Ивэй (кёрлингистка)
Фу Ивэ́й (кит. упр. 付一玮, пиньинь Fù Yīwěi; род. 28 марта 1997, Гирин, Гирин) — китайская кёрлингистка.

## Команды
| Сезон                                               | Четвёртый     | Третий        | Второй     | Первый      | Запасной                  | Турниры              |
| --------------------------------------------------- | ------------- | ------------- | ---------- | ----------- | ------------------------- | -------------------- |
| 2013—14                                             | Дун Цзыци     | Jiang Si-Miao | Wang Ziyue | Фу Ивэй     | Wang Zi-Xin               |                      |
| 2014—15                                             | Дун Цзыци     | Jiang Si-Miao | Wang Ziyue | Фу Ивэй     | Wang Zi-Xin               |                      |
| 2014—15                                             | Фу Ивэй       | Sun Cheng Yu  | Ян Ин      | Шэ Цютун    | Чжан Лицзюнь              |                      |
| 2015—16                                             | Дун Цзыци     | Jiang Si-Miao | Фу Ивэй    | Zhao Xiyang | Wang Ziyue                |                      |
| 2016—17                                             | Zheng Chunmei | Мэй Цзе       | Фу Ивэй    | Ян Ин       | Юй Синьна                 |                      |
| 2017—18                                             | Мэй Цзе       | Cao Ying      | Фу Ивэй    | Ян Ин       |                           |                      |
| Кёрлинг среди смешанных пар (mixed doubles curling) |               |               |            |             |                           |                      |
| 2017—18                                             | Фу Ивэй       | Ма Яньлун     |            |             | тренер: Чжан Вэй          | ЧМСП 2018 (13 место) |
| 2018—19                                             | Фу Ивэй       | Цзоу Дэцзя    |            |             | тренеры: Чжан Вэй, Zhu Yu | ЧМСП 2019 (19 место) |

(скипы выделены полужирным шрифтом)